# Bürgstadt
Bürgstadt är en köping (Markt) i Landkreis Miltenberg i Regierungsbezirk Unterfranken i förbundslandet Bayern i Tyskland.
Köpingen ingår i kommunalförbundet Erftal tillsammans med kommunen Neunkirchen.